# Dansk Selskab for Teoretisk Statistik
Dansk Selskab for Teoretisk Statistik (DSTS) er en forening, der promoverer udviklingen af den statistiske videnskab og dens anvendelser.
Enhver med interesse for statistik kan optages som medlem. Hvert halve år arrangerer selskabet et to-dagesmøde som dækker medlemmernes interesseemner. Selskabet er sammen med tre øvrige skandinaviske organisationer ansvarlig for udgivelsen af tidsskriftet Scandinavian Journal of Statistics.